# Ramadan Yasser
Ramadan Yasser Abdel Ghaffar (* 19. Juli 1980 in Gharbîya el-Saqriya, Gouvernement al-Wadi al-dschadid) ist ein ägyptischer Boxer.

## Amateurkarriere
Ramadan Yasser Abdel Ghaffar ist rund 1,85 groß und stammt aus derselben Geburtsstadt wie der erfolgreiche Boxer Mohamed Hikal. Er kämpfte als Amateur im Mittelgewicht (69 bis 75 kg), Halbschwergewicht (75 bis 81 kg) Schwergewicht (81 bis 91 kg) und Superschwergewicht (über 91 kg).
Er vertrat Ägypten im Mittelgewicht bei den Olympischen Sommerspielen 2000 in Sydney und 2004 in Athen, sowie im Halbschwergewicht bei den Spielen 2008 in Peking. 2000 und 2004 war er jeweils der jüngste Angehörige der ägyptischen Olympiaboxmannschaft.
Olympisches Resultat 2000
- Vorrunde: Niederlage gegen Im Jeong-Bin aus Südkorea (7:8)
- Ergebnis: Platz 17

Olympisches Resultat 2004
- Vorrunde: Freilos
- Achtelfinale: Sieg gegen Marian Simion aus Rumänien (36:24)
- Viertelfinale: Niederlage gegen Gennadi Golowkin aus Kasachstan (20:31)
- Ergebnis: Platz 5

Olympisches Resultat 2008
- Vorrunde: Sieg gegen Ramasan Magomedow aus Weißrussland (+10:10)
- Achtelfinale: Niederlage gegen Abdelhafid Benchabla aus Algerien (6:13)
- Ergebnis: Platz 9

Bei den Weltmeisterschaften 2003 in Bangkok besiegte er Leon Hinds aus den USA und Abulikemu Abudureheman aus China, ehe er gegen Oleg Maschkin aus der Ukraine unterlag und Platz 5 erreichte. Einen weiteren 5. Platz erkämpfte er bei den Weltmeisterschaften 2007 in Chicago. Nach Siegen gegen Badou Jack aus Schweden und Eleider Álvarez aus Kolumbien, verlor er gegen Daugirdas Šemiotas aus Litauen. Auch bei den Militärweltmeisterschaften 2006 in Warendorf kam er auf Platz 5 und gewann bei den 52. Militärweltmeisterschaften 2008 in Baku die Bronzemedaille im Superschwergewicht.
1999, 2003 und 2007 gewann er die 7., 8. und 9. Panafrikanischen Spiele in den Städten Johannesburg, Abuja und Algier. Dabei schlug er in den Finalkämpfen Eromosele Albert, Hassan N’Dam N’Jikam und Abdelhafid Benchabla. 2001 gewann er die  14. Mittelmeerspiele in Tunis und erreichte Platz 2 bei den 4. Frankophonen Spielen in Ottawa; er unterlag dabei im Finale Lucian Bute. 2005 erreichte er nach einer Niederlage gegen Marijo Šivolija Platz 5 bei den 15. Mittelmeerspielen in Almería und siegte bei den 5. Frankophonen Spielen in Niamey.
Zudem gewann er 2007 noch die 15. Afrikanischen Meisterschaften in Antananarivo, die 24. Arabischen Meisterschaften in Ariana, die 1. Arabischen Militärmeisterschaften in Algier und die 11. Panarabischen Spiele in Kairo.
Darüber hinaus ist er Gewinner mehrerer internationaler Turniere, darunter dem 9. Hakija Turajlić Turnier in Bosnien 2003 und der 3. Mohamed VI Trophy in Marokko 2008.

## Profikarriere
2010 wechselte er in den USA ins Profilager und zog dafür nach New York City. Er gewann bisher jeden seiner acht Kämpfe, davon fünf durch Knockout.